# Tofildijevke
Tofildijevke (lat. Tofieldiaceae), biljna porodica u redu žabočunolike kojoj pripada 4 roda s 29 vrsta. Glavni rod Tofieldia ime je dobio po britanskom botaničaru Thomasu Tofieldu, a na hrvatskom je poznat kao tofildija ili baluška. 
Vrste ove porodice raširene su u arktičkim i subarktičkim krajevima Europe, Azije i Sjeverne Amerike, ali imaju izdanaka i u središnjoj Europi i Južnoj Americi. Čaškasta baluška (Tofieldia calyculata) trajna zeljasta biljka jedini je predstavnik ove porodice u Hrvatskoj, i vodi se kao kritično ugrožena i strogo zaštičena vrsta.

## Rodovi
1. Harperocallis McDaniel, 11 vrsta. Južna Amerika, Florida
2. Pleea Michx., 1 vrsta. Sjeverna Amerika
3. Tofieldia Huds., 13 vrsta. Euroazija, Sjeverna Amerika
4. Triantha  (Nutt.) Baker, 4 vrste. Sjeverna Amerika